# Alveolite (odontoiatria)
In odontoiatria, l'alveolite è una complicanza che avviene durante una estrazione dentaria, e copre l'1-2% di tutti i casi. Si riscontra una maggiore frequenza nell'estrazione dei molari.

## Sintomatologia
Sintomatologia: Grande dolore della zona, e odore fetido senza pus.
Nelle forme più gravi, l'alveolite dentale può provocare un dolore intenso che si irradia verso le zone circostanti, come l'orecchio. In alcuni casi, l'infiammazione può essere accompagnata da altri sintomi sistemici, tra cui mal di testa, febbre, gonfiore dei linfonodi e dolore al collo. 
A livello locale, possono manifestarsi altri segnali caratteristici, come alitosi, dovuta all'accumulo di batteri nella zona interessata, gonfiore e arrossamento delle gengive, che indicano uno stato di infiammazione, e un'alterazione del gusto, spesso percepita come sgradevole o anomala.

## Eziologia
Eziologia: La causa è un'osteomielite focale, dove il rivestimento dell'alveolo si disintegra prima del dovuto e diventa terreno fertile per i batteri della bocca.

## Terapie
Terapie: Resistente alle terapie più comuni, ma essa può essere prevenuta grazie all'uso di antibiotici locali e sistemici poco prima dell'estrazione
Un dentista può applicare una medicazione imbevuta di anestetico direttamente nella cavità lasciata dal dente estratto. Questa medicazione viene sostituita ogni 1-3 giorni fino a quando il dolore non scompare, verificato rimuovendo la garza per alcune ore. In alternativa, è spesso impiegata una medicazione commerciale che non necessita di rimozione. Questo tipo di medicazione contiene una combinazione di anestetico, antidolorifico e antimicrobico. 
Per un ulteriore sollievo dal dolore, possono essere somministrati per via orale farmaci antinfiammatori non steroidei (FANS). Questi farmaci contribuiscono a ridurre sia l'infiammazione sia il dolore associati al processo di guarigione. 